# Dariusz Rosiak
Dariusz Rosiak (ur. 1962) – polski dziennikarz radiowy i prasowy, reportażysta, twórca i główny prowadzący Raportu o stanie świata. Dziennikarz Roku 2020 w konkursie Grand Press, nominowany do Nagrody Literackiej „Nike” 2016. 

## Życiorys
Z wykształcenia jest anglistą. Był wieloletnim pracownikiem francuskiego radia RFI i sekcji polskiej BBC. W latach 90. był korespondentem polskich mediów w Londynie – pisał między innymi w Życiu Warszawy, Życiu oraz Tygodniku Powszechnym. Jego pojedyncze teksty ukazywały się również w Polityce. W 2001 roku był zastępcą redaktora naczelnego tygodnika Newsweek Polska. W 2005 roku został pierwszym redaktorem naczelnym tygodnika Ozon, z której to funkcji został odwołany po niezadowalających wynikach sprzedaży. Później pracował w projekcie Agory Nowy Dzień, gdzie miał stałą rubrykę na ostatniej stronie w każdy wtorek. Przez wiele lat był związany z Rzeczpospolitą, gdzie publikował w dodatku Plus Minus. Publikował również felietony w miesięczniku W Drodze. Od 2016 roku „wolny strzelec”.
Od 2006 roku do stycznia 2020 roku Rosiak związany był z Polskim Radiem. Prowadził programy w trzech stacjach – magazyn Więcej świata w Radiowej Jedynce, Puls świata w Dwójce oraz okazjonalnie Klub Trójki. Od 2007 roku prowadził w Trójce autorski przegląd najważniejszych wydarzeń politycznych, społecznych i kulturalnych pod nazwą Raport o stanie świata. W połowie stycznia 2020 roku zakończył pracę w Polskim Radiu z powodu rezygnacji rozgłośni z przedłużenia umowy. 11 stycznia 2020 roku ukazał się ostatni Raport na antenie Trójki. Rosiak współpracował również z Radiem Wnet. 

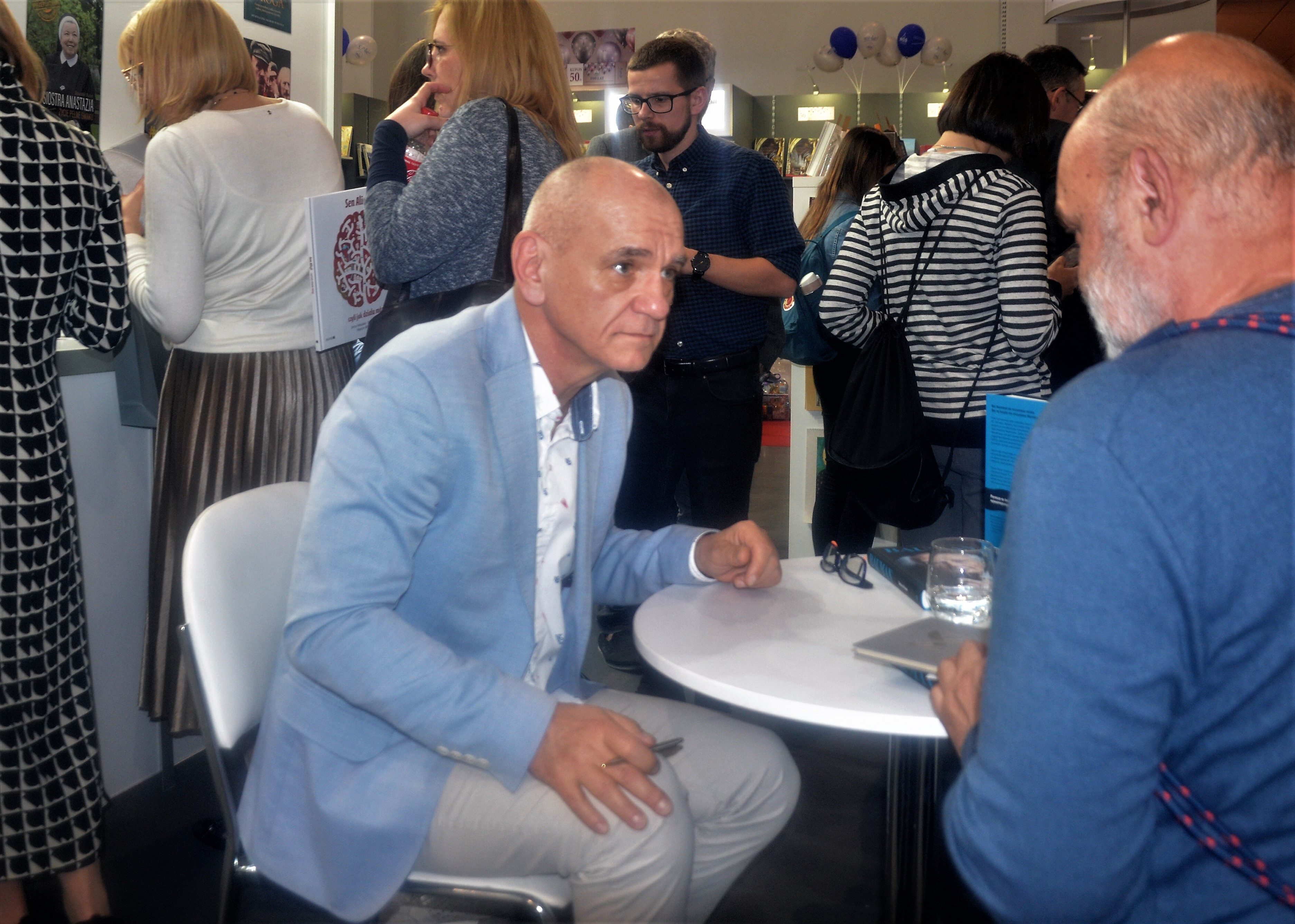
Dariusz Rosiak na Targach Książki w Krakowie (2019)

Po odejściu z Polskiego Radia dziennikarz rozpoczął zbiórkę na dalszą produkcję audycji Raport o stanie świata za pośrednictwem portalu Patronite. W czerwcu 2020 roku zbierał około pięćdziesięciu tysięcy złotych miesięcznie od prawie trzech tysięcy osób, znajdując się wśród czterech najpopularniejszych profili na platformie Patronite (w kwietniu 2021 roku Rosiak zbierał prawie osiemdziesiąt tysięcy złotych miesięcznie i miał najpopularniejszy profil na platformie po Radiu Nowy Świat i Radiu 357, w listopadzie 2022 roku zbiórka przekroczyła sto tysięcy miesięcznie). Pierwszy odcinek Raportu w formie podcastu pojawił się na początku marca 2020 roku, a następne pojawiają się co tydzień w sobotę. Program w formie podcastu trwa znacznie dłużej niż w radiu – początkowo między półtorej a dwie godziny, a część odcinków trwa ponad dwie i pół godziny (czyli nawet dwa-trzy razy dłużej niż w radiu). Niedługo później pojawił się dodatkowy format Raport na dziś, pojawiający się co tydzień w środę i trwający zazwyczaj dwadzieścia-trzydzieści minut, zaś w październiku pojawił się pierwszy odcinek comiesięcznego Raportu o książkach.
W 2017 roku wydał książkę Biało-czerwony. Tajemnica Sat-Okha, w której przedstawił wyniki własnego dziennikarskiego śledztwa dotyczącego życiorysu polskiego (gdańskiego) Indianina Sat-Okha.

## Nagrody
W 2016 roku za książkę Ziarno i krew. Podróż śladami bliskowschodnich chrześcijan był nominowany do Nagrody Literackiej „Nike” oraz otrzymał Nagrodę im. Beaty Pawlak. Laureat Nagrody PAP im. Ryszarda Kapuścińskiego za reportaż o Kurdach. W grudniu 2020 roku został uhonorowany nagrodą Dziennikarza Roku 2020 magazynu Press. Nagroda „Podkaster 2020 roku” Za profesjonalizm, rzetelność, różnorodność form w obrębie jednego odcinka. Przeniesienie doświadczeń z radia do podkastu.

## Publikacje
- Oblicza Wielkiej Brytanii, 2018
- Żar. Oddech Afryki, 2010
- Człowiek o twardym karku. Historia księdza Romualda Jakuba Wekslera-Waszkinela, Wydawnictwo Czarne, 2013
- Wielka odmowa. Agent, filozof, antykomunista, Wydawnictwo Czarne, 2014
- Ziarno i krew. Podróż śladami bliskowschodnich chrześcijan, Wydawnictwo Czarne, Wołowiec 2015, ISBN 978-83-8049-176-2.
- Biało-czerwony. Tajemnica Sat-Okha, Wydawnictwo Czarne, Wołowiec 2017
- Bauman, 2019